# 白須清美
白須 清美（しらす きよみ、1969年 - 女性）は、日本の英米文学翻訳家。

## 来歴
山梨県生まれ。
早稲田大学第一文学部卒業。在学中はワセダミステリクラブに所属。日本推理作家協会会員。

## 翻訳

### 小説
- 『予期せぬ夜』（Unexpected Night、エリザベス・デイリイ、早川書房） 2002
- 『被告の女性に関しては』（As for the Woman : A Love Story、フランシス・アイルズ、晶文社） 2002
- 『ヨットクラブ』（Time Out、デイヴィッド・イーリイ、晶文社）2003、のち改題文庫化『タイムアウト』（河出文庫） 2010
- 『大尉のいのしし狩り』（The Captain's Boar Hunt and other stories、デイヴィッド・イーリイ、深町眞理子他共訳、晶文社、晶文社ミステリ） 2005
- 『フライアーズ・パードン館の謎』（Mystery at Friar's Pardon、フィリップ・マクドナルド、原書房） 2005
- 『流浪のヴィーナス』（Wild、ローリ・フォスター、ソニー・マガジンズ） 2005
- 『さざ波に寄せた願い』（Say No to Joe?、ローリ・フォスター、ヴィレッジブックス） 2006
- 『10ドルだって大金だ』（The Enormous $10 and Other Stories、ジャック・リッチー、藤村裕美,谷崎由依,好野理恵共訳、河出書房新社） 2006
- 『タイムマシンの殺人』（Far and Away; Eleven Fantasy and SF Stories、アントニー・バウチャー、論創社） 2006
- 『虚空から現れた死』（Death Out of Thin Air、クレイトン・ロースン、原書房） 2007
- 『ぶち猫 - コックリル警部の事件簿』（The Spotted Cat and Other Mysteries from Inspector Cockrill's Casebook、クリスチアナ・ブランド、深町眞理子,吉野美恵子共訳、論創社） 2007
- 『タナスグ湖の怪物』（Winking at the Brim、グラディス・ミッチェル、論創社） 2008
- 『霧と雪』（There Came Both Mist and Snow、マイケル・イネス、原書房） 2008
- 『道化の町』（A Dirge for Clowntown and Other Stories、ジェイムズ・パウエル、森英俊編、宮脇孝雄共訳、河出書房新社） 2008
- 『ストラング先生の謎解き講義』（Mr. Strang Gives a Lecture and Other Stories、ウィリアム・ブリテン、森英俊編、論創社） 2010
- 『ワンダーランドの悪意』（Malice in Wonderland、ニコラス・ブレイク、論創社、論創海外ミステリ） 2011
- 『ソープ・ヘイズルの事件簿』（Thrilling Stories of the Railway、V・L・ホワイトチャーチ、小池滋共訳、論創社、論創海外ミステリ） 2013
- 『服用禁止』（Not to Be Taken、アントニイ・バークリー、原書房） 2014
- 『摩天楼のクローズドサークル』（What's in the Dark?、エラリー・クイーン、原書房、エラリー・クイーン外典コレクション2） 2015
- 『いい加減な遺骸』（Careless Corpse、C・デイリー・キング、論創社、論創海外ミステリ） 2015

### ジョン・ディクスン・カー / カーター・ディクスン
- 『悪魔のひじの家』（The House at Satan's Elbow、ジョン・ディクスン・カー、新樹社） 1998
- 『グラン・ギニョール』（Grand Guignol、ジョン・ディクスン・カー、森英俊共訳、翔泳社） 1999
- 『かくして殺人へ』（And So to Murder、カーター・ディクスン、新樹社）1999、のち東京創元社 2017
- 『パンチとジュディ』（The Magic Lantern Murders、カーター・ディクスン、早川書房） 2004

### パトリック・クェンティン / ジョナサン・スタッグ
- 『死を招く航海』（S.S. Murder、パトリック・クェンティン、新樹社、エラリー・クイーンのライヴァルたち） 2000
- 『悪女パズル』（Puzzle for Wantons、パトリック・クェンティン、東京創元社） 2005
- 『迷走パズル』（A Puzzle for Fools、パトリック・クェンティン、東京創元社） 2012
- 『俳優パズル』（Puzzle for Players、パトリック・クェンティン、東京創元社） 2012
- 『人形パズル』（Puzzle for Puppets、パトリック・クェンティン、東京創元社） 2013
- 『女郎蜘蛛』（Black Widow、パトリック・クェンティン、東京創元社） 2014
- 『犬はまだ吠えている』（The Dogs Do Bark、ジョナサン・スタッグ、原書房、ヴィンテージ・ミステリ・シリーズ） 2015

### アンソロジー
- 『赤ずきんの手には拳銃 - ワンス・アポン・ア・クライム』（サイモン・ブレット他、マーティン・H・グリーンバーグ編、米山裕紀他訳、原書房） 1999
- 『白雪姫、殺したのはあなた - ワンス・アポン・ア・クライム』（エドワード・D・ホック他、マーティン・H・グリーンバーグ編、加賀山卓朗他訳、原書房） 1999
- 『乱歩の選んだベスト・ホラー』（森英俊、野村宏平編、筑摩書房） 2000
- 『密室殺人コレクション』（二階堂黎人、森英俊編、原書房） 2001
- 『書店のイチ押し! 海外ミステリ特選100』（ジム・ホァン編、アメリカ独立系ミステリ専門書店協会選、早川書房） 2003
- 『密室殺人大百科 上』（二階堂黎人編、講談社） 2003

### 一般書、実用書
- 『20世紀の証言 - 英語スピーチでたどるこの100年』〈第1巻〉アメリカ政治の展開（松尾弌之監修・解説、板場良久スピーチ解説、滝順子共訳、アルク） 1998
- 『ミセス・ケネディ 私だけが知る大統領夫人の素顔』（クリント・ヒル、リサ・マッカビン、原書房） 2013
- 『絵で見る天使百科 その由来から癒やしの効果まで』（クリスティーン・アステル、原書房） 2016
- 『悪魔と悪魔学の事典』（ローズマリ・エレン・グィリー、金井美子、木村浩美、巴妙子、早川麻百合、三浦玲子共訳、原書房） 2016
- 『写真でたどるアドルフ・ヒトラー：独裁者の幼少期から家族、友人、そしてナチスまで』（マイケル・ケリガン、原書房） 2017
- 『探偵小説の黄金時代』 （マーティン・エドワーズ、森英俊共訳、国書刊行会） 2018